# Емполи
Ѐмполи (на италиански: Empoli) е град и община в Италия, провинция Флоренция, регион Тоскана. Население 47 268 жители по данни от преброяването към 28 февруари 2009 г.

## География
Град Емполи е разположен на река Арно. На 36 км източно от града е град Флоренция. На 10 км северно от града е град Винчи. На около 70 км западно от града са градовете Пиза и Ливорно. На 21 км южно от града е град Кастелфиорентино. Има жп гара.

## История
Археологически разкопки показват, че Емполи е бил основан в ранните години на Римската империя.

## Икономика
Емполи е селскостопански център, известен с производството на артишок.

## Побратимени градове
- Санкт Георген ан дер Гузен, Австрия
- Обервилиер, Франция
- Безансон, Франция
- Толедо, Испания
- Намюр, Белгия

## Спорт
Футболният отбор на града носи името ФК Емполи. Състезавал се е в италианските Серия А и Серия Б.

## Личности родени в Емполи
- Алесандро Маркети (1633 – 1714), математик
- Иполито Нери (1652 – 1708), лекар и поет
- Феручо Бузони (1866 – 1924), пианист и композитор
- Менторе Маджини (1890 – 1941), астроном
- Ремо Скапини (1908 – 1994), политик и антифашист
- Карло Ровини (1932 – 1988), поет и писател